# Monte Prestrud
Il Monte Prestrud (in lingua inglese: Mount Prestrud) è un picco roccioso antartico, alto oltre 2.400 m, che si innalza dall'estremità sudoccidentale del massiccio montuoso posto alla testa del Ghiacciaio Amundsen, nei Monti della Regina Maud, in Antartide.   
Nel novembre 1911 un gruppo di picchi rocciosi di quest'area era stato osservato e grossolanamente posizionato dal gruppo sud della spedizione antartica dell'esploratore polare norvegese Roald Amundsen. Uno di questi picchi era stato denominato da Amundsen in onore del luogotenente Kristian Prestrud, primo ufficiale della Fram, la nave della spedizione, e capo del gruppo con le slitte diretto agli Scott Nunataks.
Il picco è stato successivamente mappato dall'United States Geological Survey (USGS) sulla base di ispezioni in loco e foto aeree scattate dalla U.S. Navy nel periodo 1960-64.
Per ragioni di continuità storica, l'Advisory Committee on Antarctic Names (US-ACAN) ha selezionato questo picco per assegnargli la denominazione di Monte Prestrud.